# Gert Hofmann
Gert Hofmann, nemški pisatelj, * 29. januar 1931, Limbach, Saška, † 1. julij 1993, Erding, Bavarska.

## Življenje
Do leta 1948 je bival v svojem rojstnem kraju, nato pa se je skupaj z družino preselil v Leipzig. Leta 1950 se je vpisal na tamkajšnjo univerzo in študiral romanske in slovanske jezike. Leta 1951 je pobegnil iz Nemške demokratične republike v Zvezno republiko Nemčijo v Freiburg im Breisgau, kjer je nadaljeval s študijem. Diplomiral je leta 1957. 
Po končanem študije je leta 1961 zapustil ZRN in predaval nemško književnost v Evropi in ZDA. Predaval je na univerzah: Toulouse, Pariz, Bristol, Edinburgh, New Haven, Berkeley in Austin.  Med letoma 1971 in 1980 je živel v Celovcu, predaval pa je na Filozofski fakulteti v Ljubljani. Leta 1980 se je preselil v Erding pri Münchnu, kjer je umrl.

## Delo
Sprva se je posvečal radijskim igram, kasneje pa je pisal tudi kratko prozo in romane. Slovenci smo se z njegovim delom prvič srečali sredi 60. let z radijsko igro Župan.
V svojih delih tematizira formiranje nemškega nacizma in kritiko sodobnega evropskega neonacističnega aktivizma. Kritično se sooča s takratnim življenjem in njegovimi najbolj žgočimi problemi, ki jih spreminja v absurd. Opazni so vplivi Brechta in drugih nemških dramatikov. Za svoje literarno ustvarjanje je prejel več nagrad.

### Izbrana bibliografija
- Die Fistelstimme (1980) (COBISS) - Lektor v Ljubljani (1982) (COBISS)
- Auf dem Turm (1982)
- Ovadba (1983) (COBISS)
- Unsere Eroberung (1984) (COBISS)
- Der Blindensturz (1985)
- Veilchenfeld (1986) (COBISS)
- Unsere Vergeßlichkeit (1987) (COBISS)
- Der Kinoerzähler (1990) (COBISS)
- Das Glück (1992) (COBISS)
- Die Kleine Stechardin (1994) (COBISS)